# Beat on the Street

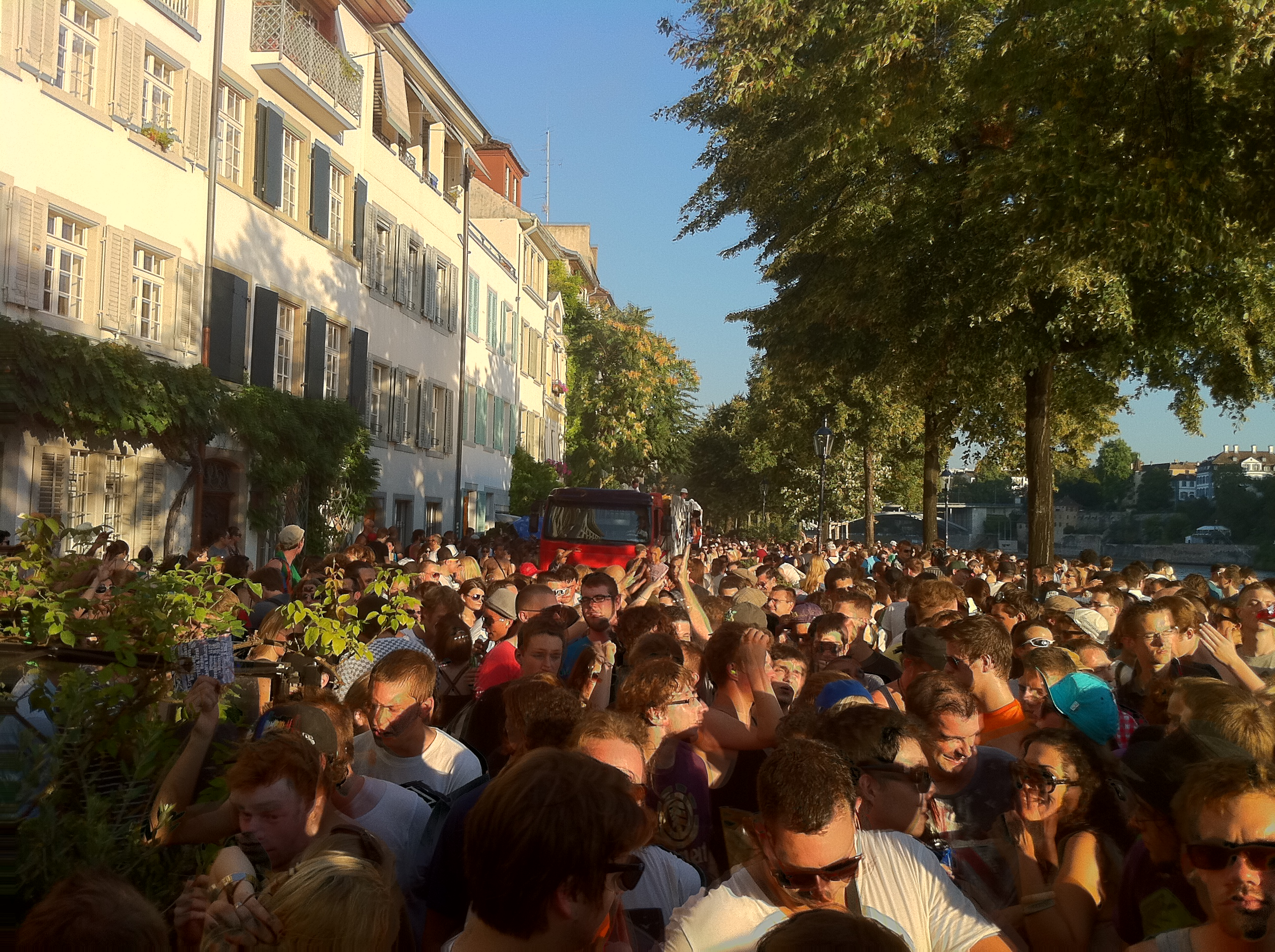
An der Kleinbasler Rheinpromenade
(20. August 2011)

Beat on the Street (BotS) ist eine jährlich alternierend mit Jungle Street Groove stattfindende Musikparade am Basler Rheinufer in der Schweiz mit den Musikstilen Drum and Bass, Jungle, Dubstep, Dance Hall, Hip-Hop, 80`90`Pop, Punk, Metal und Minimal, ähnlich der Street Parade in Zürich oder der Love Parade in Deutschland. Im Gegensatz zu diesen beiden fällt sie etwas kleiner aus, da die Veranstaltung nicht kommerziell betrieben wird.
Diese Veranstaltung findet jedes zweite Jahr (ungerade) statt.

## Geschichte
Die Parade fand spontan im Jahr 1995 statt, als etwa 100 Personen tanzend gegen die Atomversuche Frankreichs demonstrierten. 1996 gab es die erste Jungle Street Groove mit einem Wagen und etwa 300 Personen und 2004 mit 12 Beat-Trucks und circa 7'000 Personen.
Im Jahr 2005 war Beat on the Street der neue Demonstrationsumzug mit der Idee Kulturen wie auch Musikstile zusammenzubringen. Im 2011 war die Parade mit 15 Beat-Trucks und 10'000 Besucher vertreten. Musik, die von DJs oder live auf den Beat-Trucks gespielt wurden, waren Breakbeat, Funk, Hip-Hop, Rock/Punk, oft auch von MCs begleitet.

## Route

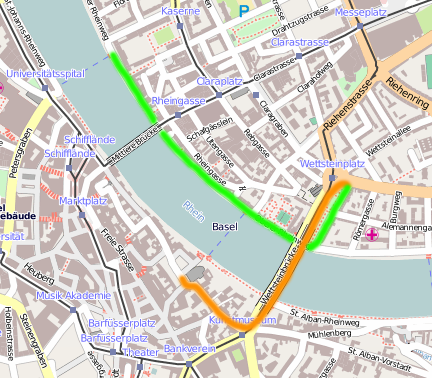
Route der Parade

Von 2005 bis 2009 trafen sich die Teilnehmer der Parade um 17.00 Uhr beim Münsterplatz, bei der dann um 17.30 Uhr die Parade startete. Sie führte über die Wettsteinbrücke, entlang dem Rheinufer bis zur Kaserne. Wegen neuen Auflagen der Stadt Basel musste der Start der Parade 2011 zum Theodorsgraben (Anfang grüner Linie) auf der anderen Seite der Wettsteinbrücke verlegt werden. Um 20.30 Uhr endete die Veranstaltung, ging aber an Afterparties in der ganzen Stadt weiter.
Seit 2015 wurde die Route bis zum ehemaligen Migrol-Areal an der Uferstrasse verlängert, wo die Trucks die Erlaubnis haben, bis 22 Uhr Musik zu spielen. Highlights sind die Bass-intensiven Stellen bei den vier Brücken, unter denen die Route führt.